# Terebra dislocata
Terebra dislocata är en snäckart som först beskrevs av Thomas Say 1822.  Terebra dislocata ingår i släktet Terebra och familjen Terebridae. Inga underarter finns listade i Catalogue of Life.